# اوروش سرمچویچ
اوروش سرمچویچ (سیریلیک صربی: Урош Сремчевић؛ زادهٔ ۲۴ آوریل ۲۰۰۶) بازیکن فوتبال است که در حال حاضر برای باشگاه فوتبال ستاره سرخ بلگراد بازی می‌کند. 
وی همچنین در تیم‌های ملی فوتبال زیر ۱۷ و زیر ۱۹ سال صربستان بازی کرده است.